# John White (Fußballspieler, 1937)
John Anderson White (* 28. April 1937 in Musselburgh, Schottland; † 21. Juli 1964 in Crews Hill, England) war ein schottischer Fußballspieler, der maßgeblich am Double von Tottenham Hotspur in der Saison 1960/61 beteiligt war. Sein jüngerer Bruder Tom White war ebenfalls Fußballspieler.

## Sportlicher Werdegang
John White spielte zwischen 1955 und 1959 zunächst für Alloa Athletic und den FC Falkirk, ehe er im Oktober 1959 vom Erfolgsmanager Bill Nicholson zu den Spurs aus Tottenham geholt wurde. Dort erlebte White seine erfolgreichste Zeit und half dem Verein mit 18 Toren zum Liga- und Pokalsieg in der Saison 1960/61.
Den Höhepunkt seiner Karriere stellte der Gewinn des Europapokals der Pokalsieger der Saison 1963 dar. White, der ein Tor beim 5:1-Finalsieg schoss, verhalf damit Tottenham zum ersten internationalen Titel.

## Tod
John White starb 1964 im Alter von nur 27 Jahren nach einem Blitzeinschlag in Crews Hill, England.

## Erfolge
- Football League: 1960/61
- FA Cup: 1961, 1962
- Europapokals der Pokalsieger: 1963
- FA Charity Shield: 1962, 1963